# Comuna Neceaiane
Neceaiane (în ucraineană Нечаяне) este o comună în raionul Mîkolaiiv, regiunea Mîkolaiiv, Ucraina, formată din satele Ivanivka, Lukeanivka, Mefodiivka, Neceaiane (reședința) și Peatîhatkî.

## Demografie
Componența lingvistică a comunei Neceaiane
     Ucraineană (90,89%)
     Rusă (6,56%)
     Alte limbi (1,03%)
Conform recensământului din 2001, majoritatea populației comunei Neceaiane era vorbitoare de ucraineană (90,89%), existând în minoritate și vorbitori de rusă (6,56%).